# ألسيبيادس أروسيمينا
أرسيبيادس أروسيمينا Alcibíades Arosemena (ولد عام 1883 في لوس سانتوس – ومات عام 1958) هو الرئيس السادس والعشرون لجمهورية بنما.
عمل أروسيمينا في بداية حياته في الإدارة المالية في مقاطعة بنما، ثم لاحقا سكرتيرا لوزارة المالية، ثم سفيرا لبنما في إسبانيا وفرنسا. وحين انحدرت البلاد إلى حافة الانهيار المالي وبدت الاضطرابات بين الناس، تولى أروسيمينا في يوم 9 مايو 1951 منصب الرئيس خلفا للرئيس المخلوع أرنولفو أرياس مدريد، وظل في منصبه حتى يوم 1 أكتوبر 1952. وخلفه خوسيه كانتارا.
| سبقه أرنولفو أرياس | رئيس بنما 1951 - 1952 | تبعه خوسيه أنطونيو كانتيرا |